# Impact Wrestling Multiverse of Matches
Impact Wrestling Multiverse of Matches – gala wrestlingu, zorganizowana przez amerykańską federację Impact Wrestling, która będzie nadawana na żywo w systemie pay-per-view za pośrednictwem platformy strumieniowej Fite.tv. Odbyła się 1 kwietnia 2022 w Fairmount Hotel w Dallas w ramach konwentu fanów WrestleCon. W wydarzeniu wzięli udział także zawodnicy z zaprzyjaźnionych federacji, takich jak National Wrestling Alliance (NWA) i New Japan Pro-Wrestling (NJPW).

## Rywalizacje
Multiverse United oferowało walki wrestlingu z udziałem różnych zawodników na podstawie przygotowanych wcześniej scenariuszy i rywalizacji, które są realizowane podczas cotygodniowych odcinków programu Impact!. Wrestlerzy odgrywają role pozytywnych (face) lub negatywnych bohaterów (heel), którzy rywalizują pomiędzy sobą w seriach walk mających budować napięcie.

### Matt Cardona i Chelsea Green vs. Nick Aldis i Mickie James
Na NWA PowerrrTrip, nagraniu telewizyjnym dla NWA Powerrr, które odbyło się 12 lutego, Impact Digital Media Champion Matt Cardona pokonał Trevora Murdocha i zdobył NWA Worlds Heavyweight Championship. Następnie został skonfrontowany przez Nicka Aldisa (wcześniej znanym jako Magnus podczas jego pobytu w Impact Wrestling, który sam nazywał się Total Nonstop Action Wrestling w tamtym okresie), człowiekiem, którego Murdoch pokonał, aby zostać mistrzem, który ogłosił, że wykorzysta klauzulę rewanżową, aby zmierzyć się z Cardoną o tytuł na gali Crockett Cup. Na gali 20 marca, Cardona wygrał walkę i zachował tytuł, gdy sędzia specjalny Jeff Jarrett błędnie sędzował, że dostał niski cios od żony Aldisa, Mickie James, podczas gdy w rzeczywistości była to żona Cardony, Chelsea Green. Chociaż Green była sprzymierzona z James, a ta ostatnia pozostała neutralna w rywalizacji ich męża, Green zwróciła się przeciwko James 24 marca w odcinku Impact! (który został nagrany przed Crockett Cup 18 marca) podczas walki o Impact Knockouts World Championship tej ostatniej z Tashą Steelz i dołączyła do Cardony w ataku na nią po walce. 25 marca ogłoszono, że Aldis i James połączą siły, by zmierzyć się z Cardoną i Green w Mixed Tag Team matchu na Multiverse of Matches.

## Karta walk
Zestawienie zostało oparte na źródle:
| Nr                                 | Wyniki | Stypulacje                                                       | Czas  |
| ---------------------------------- | --- | ---------------------------------------------------------------- | ----- |
| 1                                  | Trey Miguel (c) pokonał Chrisa Beya, Jordynne Grace, Richa Swanna, Vincenta i Blake’a Christiana                                                 | Intergender Ultimate X match o Impact X Division Championship    | 7:22  |
| 2                                  | Nick Aldis i Mickie James pokonali Matta Cardonę i Chelsea Green                                                                                 | Mixed Tag Team match                                             | 8:03  |
| 3                                  | Mike Bailey pokonał Alexa Shelleya | Singles match                                                    | 15:03 |
| 4                                  | The Influence (Madison Rayne i Tenille Dashwood) (c) pokonały Tashę Steelz i Savannah Evans, Gisele Shaw i Lady Frost i Decay (Havok i Rosemary) | Four-Way Tag Team match o Impact Knockouts Tag Team Championship | 9:00  |
| 5                                  | Tomohiro Ishii pokonał Eddiego Edwardsa | Singles match                                                    | 14:56 |
| 6                                  | Josh Alexander i Jonah pokonali Moose’a i PCO | Tag Team match                                                   | 12:47 |
| 7                                  | Deonna Purrazzo (c) pokonała Faby Apache | Singles match o AAA Reina de Reinas Championship                 | 8:52  |
| 8                                  | Chris Sabin pokonał Jaya White’a | Singles match                                                    | 15:59 |
| 9                                  | The Good Brothers (Doc Gallows i Karl Anderson) pokonali The Briscoe Brothers (Jay Briscoe i Mark Briscoe)                                       | Tag Team match                                                   | 9:35  |
| (c) – mistrz/mistrzyni przed walką | |                                                                  |       |